# Unidad rack

Una sección típica de un raíl del rack en el que se muestra la distribución de las U.

Una unidad rack o simplemente U es una unidad de medida usada para describir la altura del equipamiento preparado para ser montado en un rack de 19 o 23 pulgadas de ancho (48,26 cm o 58,42 cm). Una unidad rack equivale a 1,75 pulgadas (4,445 cm) de alto. 
Una unidad de rack se escribe normalmente como 1U; del mismo modo dos unidades se escribe 2U y así sucesivamente. La altura de una pieza del equipamiento de un rack es frecuentemente descrita como un número en U. 
Un uso común para un rack de 19 pulgadas (también llamado bastidor de 19 pulgadas) es alojar servidores permitiendo configuraciones hardware densas sin ocupar excesivo espacio ni requerir estanterías. La gran mayoría de los racks son de 42U, aproximadamente 78 pulgadas (2 metros) de altura. Normalmente equipo profesional de audio y vídeo viene con opciones de montaje en rack y usa las mismas especificaciones de medida. Un tercer uso común para un montaje en rack es energía industrial, control y hardware de automatización, generalmente en racks de 46U.
Las unidades de medio rack describen unidades que caben en cierto número de U pero ocupan sólo la mitad del ancho del rack de 19 pulgadas. Estas son usadas cuando un equipo no requiere el ancho entero del rack pero necesita más de 1U de altura. Por ejemplo, una pletina DVCAM de 4U de medio rack ocupará 4U de alto × 19/2 pulgadas y, en principio, se podrán montar dos pletinas una al lado de la otra ocupando el espacio entero de las 4U.
El tamaño de la unidad rack está basada en la especificación estándar para los racks definida en EIA-310.
- Datos: Q1427899